# Мара (Балтське божество)
Мара (латис. Māra) — в латиській міфології богиня, що опікується коровами. У неї просять молока, сиру, телят. У деяких випадках вона збігається з міфологізованим образом діви Марії. Її день відзначали чотири рази на рік: взимку — на святки, навесні — день «капустяної Марії» (Марья — засвіти сніг), коли саджають капусту, влітку — 15 серпня (Обжинки) та восени 8 вересня (Осеніни). 
Подвійну природу цього образу, в якому злилися язичницькі та християнські вірування, відображає звернення «Мила Мара худоби, мати Ісуса Христа, боронь від чаклунів та відьом!». Іноді її називають матір'ю Лайми. 

## В неоязичництві
Прихильники латиського неоязичницького руху «Діевтуріба» вважають, що Мара розташована в ієрархічному підпорядкуванні Діевса (Бога) або, за іншою версією, є його протилежністю. На думку Е. Брастиньша, засновника «Діевтуріби»: «Мара — це Земля або Матерія, з усіма її різноманітними силами та видами, тому й землю в наших народних творах називають землею Мари». 
Мара — Мати, подателька життя (латис. auklētāja). Вона пов'язана з усіма предметами, особливо з домашньою худобою, багатством, покрова жінкам та дарує родючість. «Проте часом Мара, як і Лайма, може бути злою по відношенню до людей, особливо перед смертю, оскільки Мара вимагає у душі дане їй тіло». Згідно з «Діевтурібе» Мару можна бачити та чути: все, що людина сприймає за допомогою органів чуття, має сутністю Мари. 
Ймовірно, сучасний образ Мари склався із з'єднання декількох язичницьких культів з християнським культом Діви Марії на тлі збігу коренів власних назв. 